# Javier García (cantante español)
Javier García (n. 24 de septiembre de 1974, Madrid), es un cantante y músico español. Fue miembro del grupo de pop Los Lunes.

## Biografía
Javi, cariñosamente como era conocido por sus amigos, nació en Madrid el 24 de septiembre de 1974, de madre irlandesa y padre pintor cubano, descendiente de una familia española. A los 13 años, fue internado en una escuela glacial de Irlanda donde componía canciones en docenas para matar el aburrimiento y el frío. Un día el director de la escuela lo llamó a su oficina, para decirle que aunque admiraba la música que escuchaba por los pasillos del internado, tendría que dejar la escuela por su indisciplina reincidente.
De la nevera al sol, el músico de cero en conducta, se mudó con su familia a los Estados Unidos instalándose en Miami, Florida. Allí inició su carrera artística y donde más adelante grabó su primer álbum para un sello internacional. Lo lanzó en el mercado hispano de los Estados Unidos, Puerto Rico, Europa, México y Sudamérica.

## Carrera
Su música, obviamente, refleja una fusión de sangres y culturas de su origen. Su primer disco Tranquila (1997) tuvo un éxito inesperado y se convirtió en disco de oro en al menos tres países sudamericanos. Entre sus éxitos más conocidos son Tranquila, del mismo álbum discográfico, Algún día, Lágrimas negras; una vieja canción que también fue reeditada por el grupo boliviano Azul Azul en 1999, entre otras.

## Discografía

### Álbum
- 1997 - Javier García
- 2005 - 13

#### Colecciones
- 1998 - Remix
- 2001 - Javier García